# The Return of the Frog
The Return of the Frog é um filme policial britânico de 1938, dirigido por Maurice Elvey e estrelando Gordon Harker, Hartley Power e Rene Ray. Foi a sequência do filme de 1937 The Frog, que foi baseado em um romance de Edgar Wallace.

## Sinopse
A polícia vai em busca de um criminoso, cujo conhecido como O Sapo.

## Elenco
- Gordon Harker - Inspetor Elk
- Hartley Power - 'Chicago Dale' Sandford
- Rene Ray - Lela Oaks
- Cyril Smith - Maggs
- Charles Lefeaux - Golly Oaks
- Una O'Connor - Mum Oaks
- Meinhart Maur - 'Dutchy' Alkmann
- George Hayes - Dandy Lane
- Charles Carson - Comissário Chefe
- Aubrey Mallalieu - Banker